# مراد (بازیگر)
مراد (انگلیسی: Murad؛ زادهٔ ۲۴ سپتامبر ۱۹۱۱ -  وفات در ۱۹۹۷) با نام کامل حمید علی مراد، هنرپیشه اهل هند بود که از اوایل دههٔ ۱۹۴۰ میلادی تا اواخر دههٔ ۱۹۸۰ میلادی در ۲۱۹ فیلم بالیوودی ایفای نقش نمود.
از فیلم‌های او می‌توان به تارزان به هند می‌رود، غرور، سبک، داستان ، کاروان، معیار، مرگ و زندگی، راجپوت، انتقام از آتش، به خاطر شما، نیلوفر آبی، جاویدان، دلسوز، قسمت، چه احمقی، کمی بی‌وفایی، ساعت گرانبها، بی‌زبان، فساد اداری، بمبئی ۴۰۵ مایل، بی‌شخصیت، بخش ۳۰۲ و عشق در توکیو اشاره نمود.